# Renée Tamary
Renée Tamary, née Renée Tourniaire le 26 octobre 1896 à Saïgon et morte le 10 mai 1963 à Paris, est une danseuse du music-hall, chanteuse et actrice de théâtre et de cinéma.

## Biographie
Renée Tamary commence comme danseuse et apparaît au concert Mayol en 1919. Ensuite, elle est première danseuse à la Gaîté-Lyrique. Puis elle lâche la danse pour l'opérette. En 1924, elle donne au Metropolitan Opera de New-York, une série de représentations chorégraphiques.
Elle meurt le 10 mai 1963 au sein de l'Hôpital Necker dans le 15e arrondissement de Paris et est inhumée au Cimetière parisien de Thiais (48e division).

## Opérettes et revues
- 1919 :  Son petit frère, opérette grivoise d'André Barde avec Émile Audiffred, Simone Mirat au concert Mayol[5].
- 1921 : Nelly, opérette en trois actes de Jacques Bousquet et Henri Falk, musique de Marcel Lattès, jouée pour la première fois le 24 février 1921, à la Gaîté-Lyrique[6].
- 1922 : Ta Douche...Bébé !, revue en deux actes, de Louis Hennevé[N 1], musique de Gaston Gabaroche au Théâtre de La Potinière[7].
- 1922 : Ex. Réf. Verb. de Louis Hermevé et Jacques Théry[N 2] au Théâtre de La Potinière
- 1923 : L'Humour masqué, revue au Théâtre de La Potinière
- 1924 : Vive la Femme, revue de Léo Lelièvre, Rouvray et Henri Varna au Palace[8] avec Maurice Chevalier[9].
- 1924 : Eva, opérette en 3 actes, adaptation de Maurice Ordonneau, version et lyrics nouveaux de Lucien Mayrargue, musique de Franz Lehar, au Ba-ta-clan[10].
- 1924 : 1924 !, revue de C.-A. Carpentter et Robert Dieudonné au Théâtre des Nouveautés[11].

## Théâtre
- 1923 : Mademoiselle ma Mère, comédie de Louis Verneuil avec Gaby Morlay, Georges Flateau, Jacques de Féraudy, Renée Tamary, Myriam Darly au Théâtre des Nouveautés[12].
- 1925 : Le Couché de la Mariée, comédie de Félix Gandéra au Théâtre Michel[13].
- 1926 : Docteur Miracle, pièce en trois actes de Francis de Croisset et Robert de Flers, mise en scène d'André Brûlé au Théâtre de la Madeleine[14].
- 1926 : Les vacances de Pâques, comédie en trois actes de Romain Coolus au Théâtre Michel[15]
- 1928 : Le Démon de la chair de Pierre Sabatier et Victor de La Fortelle[N 3], représentée pour la première fois, le 29 novembre 1927, au Théâtre des Arts sous la direction de Rodolphe Darzens[16]..
- 1928 : Neuf !, comédie en 4 actes de Lucien Mayrargue au Théâtre Femina[17].
- 1930 : Business, pièce de Pierre Sabatier d’après son roman Judith, première représentation le 22 mars 1930  au théâtre de la Renaissance[18].
- 1931 : L'Heure du Gigolo de Pierre Sabatier au Théâtre de l'Œil de Paris[19],[20].
- 1931 : Le qu'en-dira-t-on, de Pierre-Paul Fournier et Henry Turpin au Théâtre de l'Œil de Paris[21].
- 1932 :  Le Démon de la Chair, reprise au théâtre des Champs Elysées[22].
- 1933 : La poule noire et l'oie blanche par Victor de la Fortelle[N 4] au Cercle Interallié[23],[24]
- 1933 : La Petite maison d'Auteuil de Georges Lignereux [N 5] au théâtre de la Potinière[25].
- 1934 : Le Coup de Trafalgar de Roger Vitrac avec la compagnie du Rideau de Paris au Théâtre de l'Atelier[26], dans le rôle de Flore Médard.
- 1935 : Fifre, pièce en 3 actes d'André Rivollet[N 6] au Théâtre de la Nouvelle-Comédie[27].
- 1937 : Le souper magique, comédie en un acte en vers d'Armand  Somès au théâtre de la Michodiere[28].
- 1937 : Jeunes filles en uniforme de Christa Winsloe avec les tournées Baret.
- 1939 : Trésor, d'André Rivollet, création au Théâtre Charles-de-Rochefort[29].

## Filmographie
- 1937 : Un déjeuner de soleil[30].
- 1937 : Maman Colibri[30]

## Source
: document utilisé comme source pour la rédaction de cet article.
- Comoedia